# 中国中央电视台中文国际频道
中国中央电视台中文国际频道是中国中央电视旗下一条以海外华人、华侨和臺灣、香港、澳門观众为主要收视对象的电视频道，于1992年10月1日18时57分正式开播，主要使用汉语普通话对外广播，在中国内地也有相当规模的收视人群。中文国际频道开播当时仅有一个频道，2007年起分为三个频道，分别面向亚洲、欧洲、美洲播出。

## 历史与发展
1992年10月1日（国庆节）晚18:57分，中国中央电视台第四套节目正式开播。开播时，首先播放了央视台徽（1978年版）和中华人民共和国国歌，之后播放的首个节目为《新闻联播》（与CCTV-1并机直播），20:30播出《中国中央电视台新闻》（《中国新闻》前身）第1期，共10分钟。首播之后，又分别在22:00、次日0:00和8:30安排重播。开播第一天播出5小时13分钟的节目，10月2日-12月31日期间，全天播出5小时，1993年1月1日起调整为每天播出15小时。这是央视自冷战结束后开播的第一个频道，当时以普通话为主，英语节目为辅。
开播初期，每日19:00与CCTV-1并机直播《新闻联播》，并重播CCTV-1的《晚间新闻》（1992年10月1日至1993年2月28日期间）。播出的節目除中文外，包括了以英語为主的外語节目。当时，该频道会在下午13:00-19:00同步播出央视二套的节目。
1993年1月1日，中央电视台将每天1小时的中、英文对外节目通过国际卫星传到香港，由美国芝加哥新世纪电视台把节目送上覆盖美国Ku波段和C波段的卫星，使整个北美都可以看到每天中国发生的重要新闻。同年，台湾地区开始转播CCTV-4《中国新闻》节目，1994年起开始完整转播CCTV-4。
1993年1月22日开始，《春节联欢晚会》在该频道播出。2月7日开始，《元宵晚会》在该频道播出。9月30日开始，《中秋晚会》在该频道播出。
1994年5月1日起，《中国中央电视台新闻》（《中国中央电视台新闻》在节目片头使用《新闻》为节目名称）更名为《中国新闻》。10月17日，央视原海外中心在该频道开始播出《粤语新闻》《乡音》等方言类栏目，实现了央视的粤语节目播出，面向香港、澳门和海内外讲粤语的几千万观众。

### 国际频道时期
1995年1月1日起，该频道开始使用“国际频道”呼号，由中国中央电视台海外中心管理，同时改版，采用独立包装，播出时间扩展到全天24小时（星期一14:00-17:58检修，1996年8月27日起央视所有频道取消星期一和星期二下午检修时段），不再同步播出央视二套的节目。成为央视第一个完全实现24小时播出的频道；同年5月1日起，CCTV-4开始重播《东方时空》《焦点访谈》《经济半小时》等栏目，并根据不同国家和地区的时差进行编排。同年8月15日起，香港有线电视在香港开始转播CCTV-4。
1996年1月11日开始，中国中央电视台国际频道通过印度洋上空的泛美4号卫星向欧洲、中北非和亚洲部分地区转发电视节目。同年4月3日，央视与美国泛美卫星公司合作，租用泛美2号、泛美3号、泛美4号3颗卫星上的转发器向全世界传送CCTV-4的中文节目，使该频道覆盖全世界98%人口的国家和地区。随后，日本、韩国、菲律宾、马来西亚、泰国、越南、缅甸、蒙古等国家的电视台也陆续整套转播CCTV-4的节目。
1997年6月30日至7月3日，中国中央电视台国际频道全程直播香港回归中国72小时特别报道，同年9月20日起，随着央视九套（现CGTN主频道）的试播，该频道的英语节目开始与央视九套同步播出。
1998年5月27日起，中国中央电视台与日本大富株式会社合作，中国中央电视台国际频道实现在日本落地播出，并以「CCTV大富」的形式在日本播出，同年6月1日起，中国中央电视台国际频道统一更换单线台标，但宣传片仍然采用蝴蝶标。同日，国际频道取消并机播出《新闻联播》。
1999年9月27日至10月10日，为庆祝中华人民共和国成立50周年，该频道推出“中国电视周”展播活动，137个国家和地区的190家电视机构参与。12月19日至12月21日，中国中央电视台国际频道全程直播澳门回归中国48小时特别报道。
2000年2月7日起，该频道取消了部分汉语方言节目。早8点《中国新闻》更名为《新闻60分》，同年12月31日16:00-2001年1月1日2:00，CCTV-1和CCTV-4并机播出10小时特别节目《新世纪》。
2001年7月9日起，中国中央电视台国际频道统一更换双线台标，后做出微调。
2002年3月1日起，中国中央电视台国际频道加设闽南话节目，减少了外语节目播出。
2002年9月2日起，由于英语频道的开播及西法频道（自2007年10月1日起分拆为两套独立频道）的试播，中国中央电视台国际频道英语节目、法语节目等外语节目改为在央视九套（现CGTN主频道）播出。除主时段的《中国新闻》外，其它时段的《中国新闻》更名为《简明新闻》。
2003年3月20日至2003年5月7日，随着伊拉克战争的爆发，该频道开始对战况进行大时段直播报道，2003年5月8日起，随着央视新闻频道的成功试播，该频道恢复正常编排。

### 中文国际频道时期
自2006年1月30日起，中国中央电视台国际频道取消所有汉语方言节目，更名为“中文国际频道”，同时《中国新闻》改版，原各节《简明新闻》改为《新闻快报》。
2007年1月1日，该频道分頻為亞洲版、歐洲版和美洲版進行播出，改版后，亞洲、歐洲、美洲以及相應衛星電視覆蓋的地區觀眾可收看到與當地作息時間及收視習慣相適應的電視節目。無時差的編排，滿足了不同時區收視習慣。同时《新闻快报》并入《中国新闻》。7月1日，《中国新闻》更换为红、黄两色片头。
2007年12月31日19时30分至2011年3月1日，香港亚洲电视利用香港数字电视17頻道转播该频道，覆盖香港全境。起初该频道在17频道转播，2009年4月1日起改由15频道（原亚洲电视文化资讯频道）继续转播。
2009年8月1日，《中国新闻》再次改版为红色片头，原早间《新闻60分》栏目并入上午8:00一节《中国新闻》。
2010年12月1日起，该频道改版，频道的包装进行了修改。 随着央视九套于同年4月26日起更名CCTV-NEWS，原CCTV-9的英语非新闻类节目全部撤出（其中原该频道播出的英语字幕纪录片的则移到2011年1月1日开播的英语纪录频道播出）。同日起，中文国际频道非新闻节目当中加设英文字幕，《今日关注》节目增加英文对应新闻标题。
自日本时间2011年11月23日晚上18时起，中国中央电视台中文国际频道在日本落地的CCTV-大富开始改为日语播出，台标下方开始标记“（双语广播）”。
2013年1月1日起，中国中央电视台中文国际频道更换了频道包装，增设两个红色折叠融合“4”的标志的新包装，与2010年版包装同时使用。
2014年，由于海峡两岸关系，CCTV-4（亚洲版）不再在台湾地区播出（中华电信MOD官网不正式列入该频道号，视为空频）。

### 高清化制播
2014年6月1日，CCTV-大富频道开播高清版，同年12月25日晚22:45起，CCTV-4的16:9节目的方式由原先的信箱模式更改成横向压缩，以播出16:9的节目，同时停用2010年的包装。23点起，中国中央电视台中文国际频道部分新闻节目开始在央视光华路办公区制播。
自北京时间2015年1月1日开始，所有新闻节目均在央视光华路办公区制播，8:00/12:00/21:00三节的《中国新闻》及星期日19:00-20:00播出的《周日一小时》采用新包装。同日起CCTV大富频道随着CCTV-4一同改为16:9播出。同年4月1日起，频道台标横向压缩为16:9格式，4月15日，CCTV-4亚洲版的高清信号在中星6A上星清流开锁播出，编码格式为MPEG-4。4:3节目在高清版里以左右黑边形式播出。
2015年7月1日起，该频道不再播出6:00一节的《中国新闻》，原时段改为重播前一天的《海峡两岸》。6:30改为重播前一日的《今日亚洲》。
2016年1月1日起，CCTV-4推出新的频道形象包装。并开始采用央视新单线标作为该频道的二级标，19:00一节的《中国新闻》扩版到30分钟，19:15-20:00的剧集时段取消，《今日亚洲》提前至北京时间19:30首播，14:00/18:00两节的《中国新闻》和《中国文艺》取消周日播出，《周日一小时》停播，《国宝档案》取消周六播出，《城市1对1》、《快乐汉语》、《远方的家》等栏目的播出时间做出调整，《中国新闻》节目中的右下角角标做出调整。
2016年2月5日，CCTV-4欧洲版的高清信号开播。同日与CCTV-NEWS高清版（现CGTN主频）一同落地法国地区有线网，当地民众可通过SFR、SFR留尼汪、FREE、VIRGIN和Numericable这五家当地运营商收看这些频道的高清版。
2017年1月1日起，《中国新闻》再度更换包装，同年2月20日起，该频道美洲版的高清信号开播。

### 总台重组后
2019年10月14日凌晨，该频道美洲版、欧洲版的台标做出调整。同日下午，该频道包装再度调整，在2016版基础上将包装背景调为白色，宣传ID恢复使用双线标。同时随着中央广播电视总台的改版工作的进行，该频道的节目重新调整。
2020年1月1日起，所有时段的《中国新闻》统一使用新包装。

## 节目
中国中央电视台中文国际频道以新闻类节目为主导，以文化类节目为支撑，以对台湾报道为重点，一般被认为代表了中华人民共和国政府的观点。CCTV-4在2003年对于伊拉克战争的不间断报導，受到了国内外的广泛好评。现时的节目以普通话为主，中文国际频道大部分播出的节目均提供中、英文字幕。
CCTV-4在涉及报道台湾的相关新闻时，会依据涉台用语的规则进行处理。如将青天白日满地红旗或将“中华民国”、“总统”、“国家”及相关部门有关字样打上马赛克。

### 自办节目
| - 《中国新闻》 - 《今日关注》 - 《今日亚洲》 - 《今日环球》 - 《深度国际》 - 《中国舆论场》 - 《国宝·发现》 - 《中国文艺》 | - 《遠方的家》 - 《海峡两岸》 - 《国家记忆》 - 《华人故事》 - 《世界听我说》 - 《走遍中国》 | - 《传奇中国节》 - 《中秋晚会》 - 《记住乡愁》 - 《平凡匠心》 - 《环球综艺秀》 - 《中国缘》 - 《中國地名大會》 - 《权威发布》 - 《鲁健访谈》 - 《健康中国》 |

### 重播节目
| - 《新闻联播》 - 《探索·发现》 - 《动画城》 - 《春节联欢晚会》 - 《开讲啦》 - 《精彩音乐汇》 - 《梨园闯关我挂帅》 - 《开门大吉》 - 《星光大道》 - 《荟萃节目》 |

## 播出

### 台湾
2003年2月27日起，行政院新聞局宣布不再允许央视四套的節目訊號在台灣落地。其強調，海峽兩岸媒體流通程度處於不公平的狀態，2002年東森電視、年代電視、三立電視、非凡電視台等衛星頻道業者赴中國大陸申請節目訊號落地但未能获得中國大陆國家廣電總局核准，而台灣准許中國大陸的电视频道播出已经长达十年。自此央视的节目在台湾被封杀，但在台湾地区仍可使用卫星、网络等方式继续收看央视的节目。自2017年的除夕起，“爱奇艺台湾站”与中国大陆地区可同步收看央视四套版的春晚直播。

### 日本
中国中央电视台于1998年7月与日本大富公司合作在推出了CCTV大富频道面向日本播出，从开播到2011年12月22日，频道一直只使用汉语播出，从2011年12月23日到2012年1月22日，在该频道每天晚上的18时至24时的部分节目中，尝试直播节目主声道使用日语同声传译，副声道使用汉语原音播放，其他节目则是汉语原音配汉/日语字幕，2012年1月23日开始正式实行。CCTV大富频道早期节目大多同央视中文国际频道亚洲版同步播出，现在仍在部分时段与CCTV-4亚洲版同步播出。另外在每逢除夕夜《春节联欢晚会》和党代会期间，除了通过电视的CCTV大富频道外，亦可通过网络平台的niconico网站同步收看网络直播。

### 其他地区
新疆广播电视台制作的柯尔克孜语节目《今日中国》（Бугунку Жуңго）前15分钟即剪辑自CCTV-4等央视频道的节目，该节目也在吉尔吉斯国家电视台播出。
部分国外电视台也会播出CCTV-4的节目。如泰国中央中文电视台（TCCTV）部分节目来自CCTV-4，其中《中国新闻》节目是原中文字幕情况下使用泰语同声传译，在除夕夜也有转播央视春晚。另外泰国中文电视台还将不定期地向CCTV-4《华人世界》 栏目提供节目内容。
美国洛杉矶的WCETV大量转播CCTV-4美洲版节目，纽约的美国中文电视也会有录制CCTV-4的个别节目进行播放，还会播出中国大陆电视台一线卫视的节目，同样也有转播央视春晚。
此外，日本NHK BS1（在《国际报道》时段内）、澳洲SBS也会播出CCTV-4的《中国新闻》。
在印尼，中央电视台于2015年5月28日与中国国际电视总公司、印尼艾奈特媒体公司联合推出了面向印度尼西亚境内播出的Hi-Indo!频道。
2021年6月26日，CCTV-4欧洲版、美洲版高清信号连同CGTN全套高清频道在中国境内各地IPTV相继落地，收视覆盖范围在中国大陆地区进一步扩大。